# Autobianchi A112
De Autobianchi A112 is een miniklasse-automodel van het Italiaanse automerk Autobianchi, dat gebouwd werd tussen 1969 en 1986.

## Geschiedenis
De A112 was een kleine auto die in 1969 door de FIAT-groep werd geïntroduceerd onder de merknaam Autobianchi. Tijdens de 17-jarige bouwperiode werden zeven series gemaakt, die hoofdzakelijk verschillen in de vorm van de aanbouwdelen (grille, achterlichten, interieurinrichting). De zelfdragende carrosserie had een achterklep, twee deuren en vijf zitplaatsen.
Met ingang van 1982 kreeg het model, zoals in 1977 in de meeste andere exportlanden al was gebeurd, de merknaam Lancia en heette de wagen ook in Nederland Lancia A112. Fiat - als moedermaatschappij van zowel Autobianchi als Lancia - besloot in 1975 al om de Autobianchi-fabriek onder leiding van Lancia te plaatsen, aangezien de meeste dealers beide merken al voerden en op deze manier het Lancia-programma naar beneden afgerond werd. In die tijd was de A112 het enige overgebleven Autobianchi-model.
De techniek kwam van Fiat. De A112 was gebaseerd op het modulaire principe en was de voorloper van de later gepubliceerde Fiat 127. Alle motoren zijn gebaseerd op het motorblok van de Fiat 600. De A112 werd aangedreven door een benzinemotor met vier cilinders, 903 cc of 965 cc en 31 kW (39 pk) tot 35 kW (48 pk). De cilinderinhoud werd bij de krachtigere Abarth Autobianchi A112-modellen vergroot tot 1049 cc, de sterkste versie had 51 kW (70 pk).
Na 1.254.381 exemplaren werd de productie in december 1986 stopgezet en werd de A112 opgevolgd door de Autobianchi Y10.

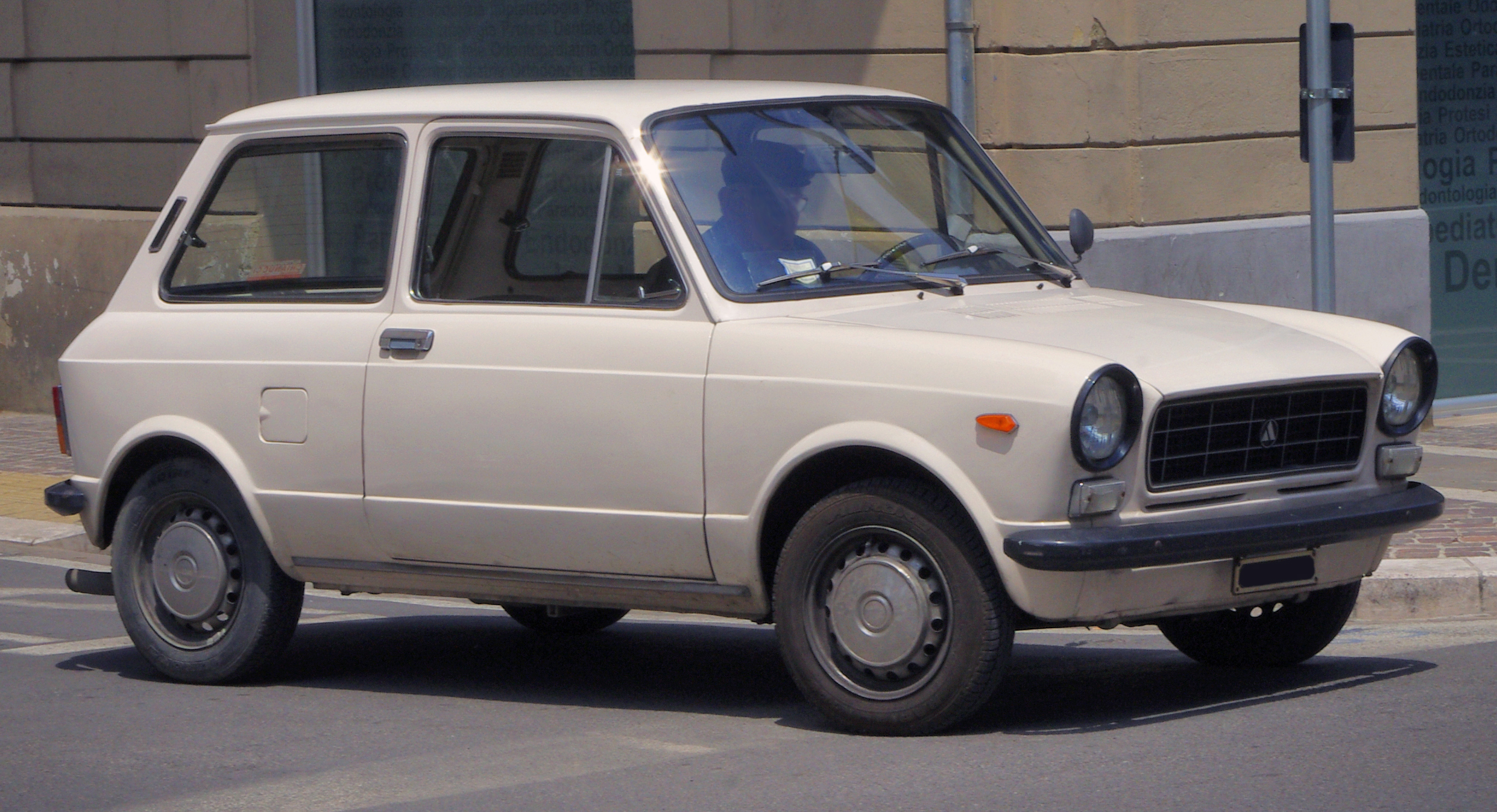
A112 (serie II, 1973-1975)
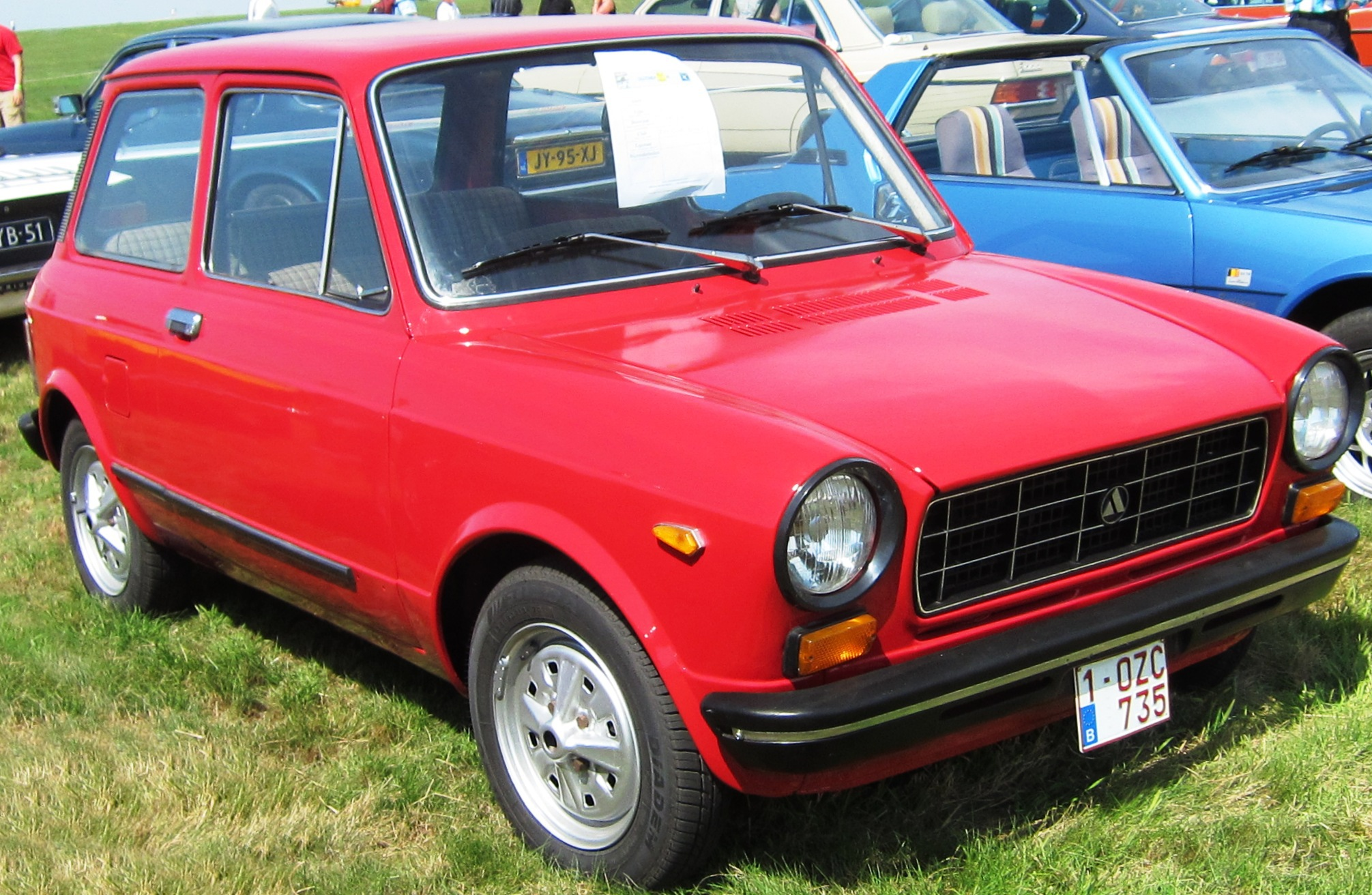
A112 (serie III, 1975-1977)
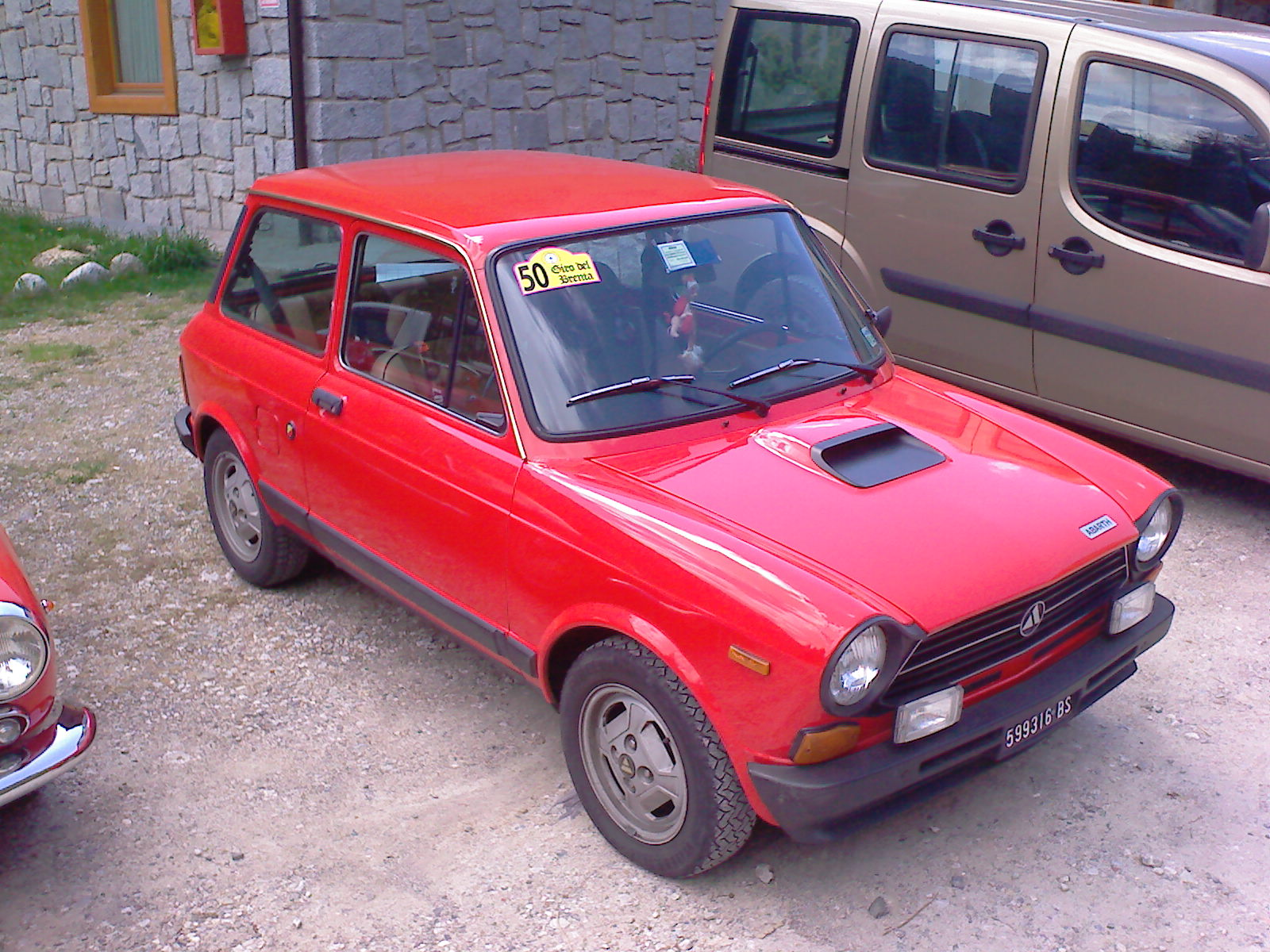
A112 Abarth (serie IV, 1977-1979)
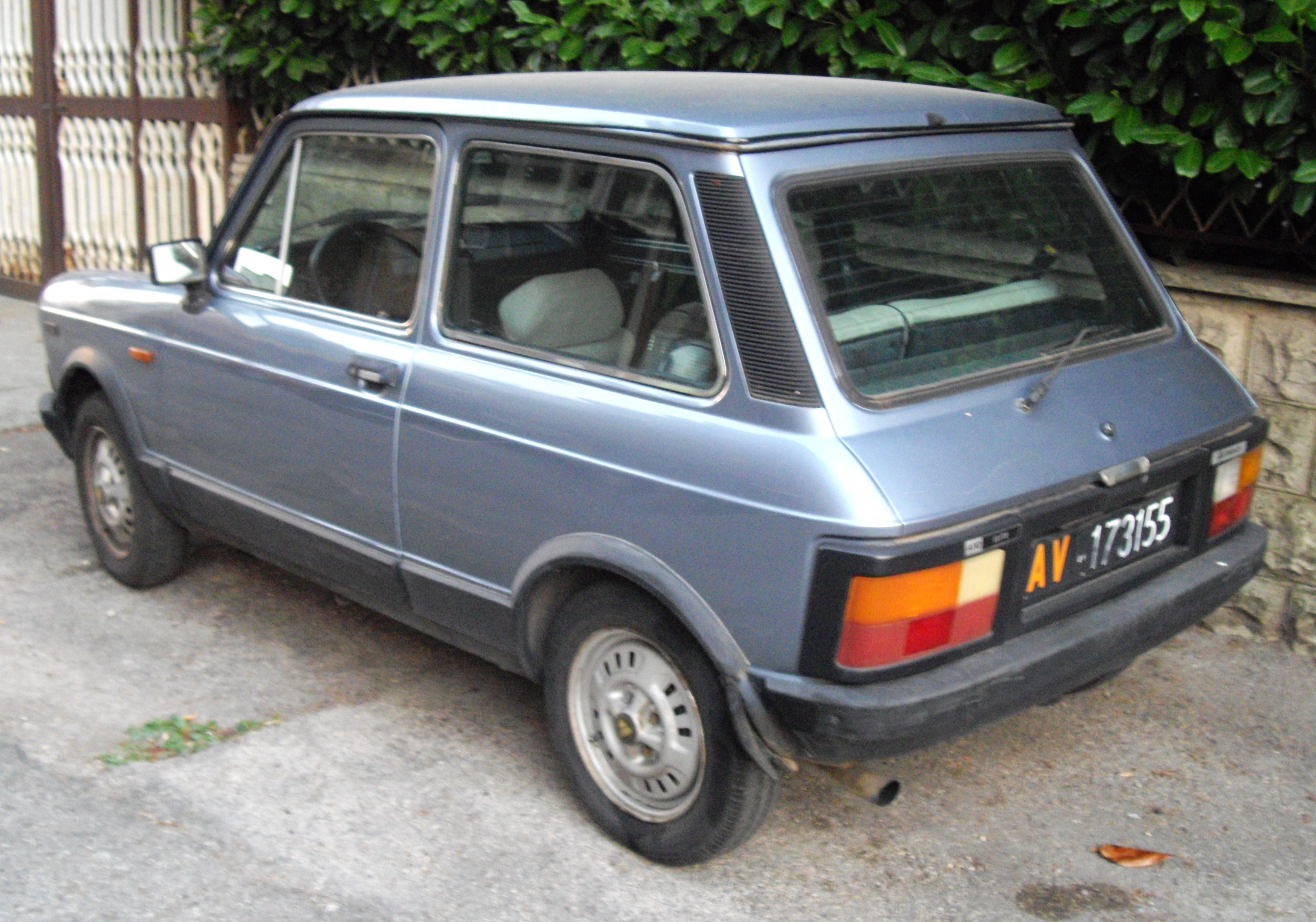
A112 Elite (serie V, 1979-1982)
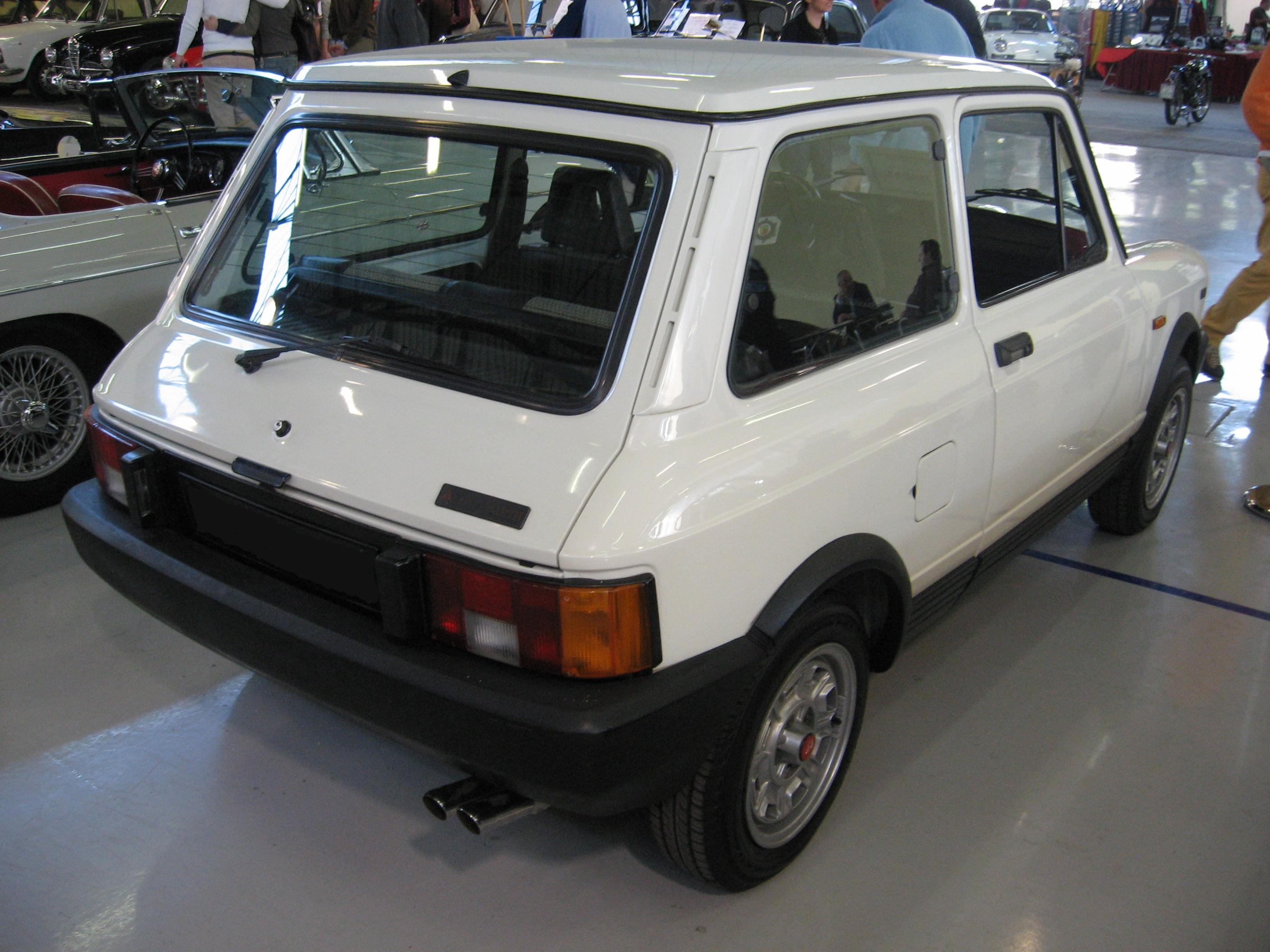
A112 Abarth (serie VI, 1982-1984)
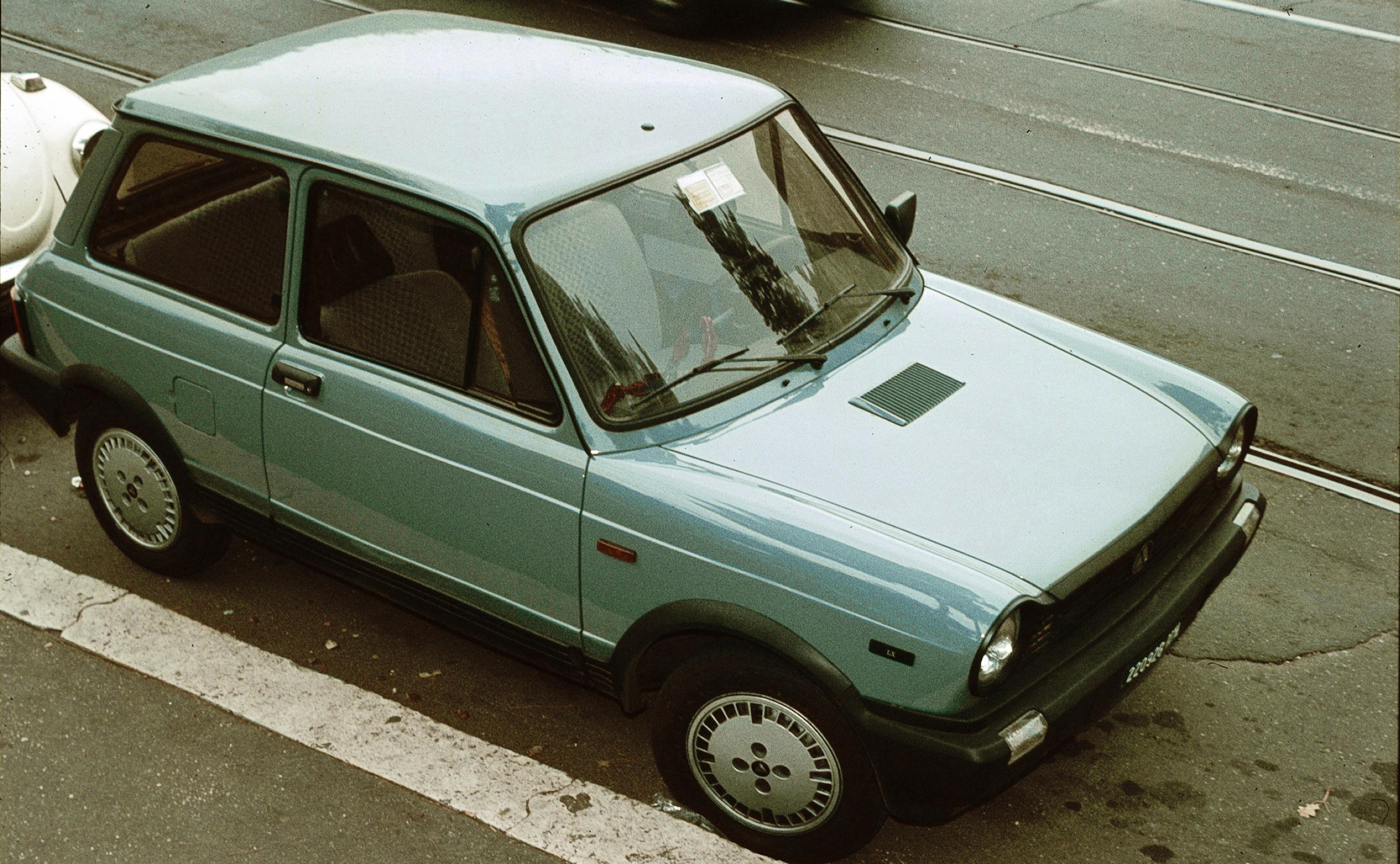
A112 LX (serie VII, 1984-1986)